# Mathematical Medicine and Biology
Mathematical Medicine and Biology is een internationaal, aan collegiale toetsing onderworpen wetenschappelijk tijdschrift op het gebied van de
theoretische biologie.
De naam wordt in literatuurverwijzingen meestal afgekort tot Math. Med. Biol.
Het wordt uitgegeven door Oxford University Press namens het Britse Institute of Mathematics and Its Applications en verschijnt 4 keer per jaar.